# Apple A16
Apple A16 Bionic — 64-бітна система на чипі на базі ARM, розроблена Apple Inc. та виробляється TSMC. Вона використовується лише в моделях iPhone 14 Pro та 14 Pro Max.

## Будова
Apple A16 Bionic оснащений розробленим Apple 64-бітним шестиядерним центральним процесором архітектури ARMv9 з двома продуктивними ядрами «Everest», що працюють на частоті 3,46 ГГц, і чотирма ефективними ядрами «Sawtooth», що працюють на частоті 2,02 ГГц, що робить його подібни із процесором A15 в iPhone 13. Apple стверджує, що A16 приблизно на 40 % швидший за конкурентів, і він також має нові ефективні ядра, причому їх великою перевагою є те, що вони використовують третину потужності найкращих ядер інших телефонів на ринку.
A16 містить 16 мільярдів транзисторів, що на 6,7 % більше, ніж кількість транзисторів у A15 (15 мільярдів). Він має вдосконалену виділену нейронну мережу з 16 ядрами, відому як «Neural Engine», новий процесор зображень (ISP) із покращеними можливостями обчислювальної фотографії та новий модуль для обробки пов'язаних з екраном функцій, який Apple називає «Display Engine».
Під час презентації iPhone 14 Apple позиціювала чип A16 як перший 4-нм процесор у смартфоні, і така інформація була поширена деякими новинними журналами. Однак він виготовлений компанією TSMC за версією третього покоління їхньої технології N5. «N4», як його називають, є де-факто 5-нм техпроцесом, який забезпечує покращення продуктивності, потужності та щільності порівняно з попередніми продуктами в тому ж сімействі 5 нм: N5 і N5P.

## Графічний процесор та пам'ять
A16 має розроблений Apple п'ятиядерний графічний процесор, який, як повідомляється, має на 50 % більшу пропускну здатність пам'яті порівняно з графічним процесором A15.
Пам'ять, у свою чергу, була оновлена до LPDDR5 для збільшення пропускної здатності на 50 % та пришвидшення на 7 % роботи 16-ядерного нейронного механізму, здатного виконувати 17 трильйонів операцій на секунду (TOPS). Для порівняння, нейронний рушій на A15 був здатний досягти продуктивності 15,8 TOPS. Однак A16 все ще працює з таким же обсягом оперативної пам'яті, який був у його попередника — 6 ГБ.

## Процесор зображення та Display Engine
Новий процесор зображень (ISP) на чипі A16 покращив можливості обчислювальної фотографії. Він був розроблений для обробки сенсора зображення з високою роздільною здатністю, здатний виконувати до 4 трильйонів операцій на фото.
Display Engine є першим у Apple A-серії. Він забезпечує кращу роботу функції «завжди на дисплеї» та виконує інші завдання, наприклад забезпечує частоту оновлення 1 Гц, вищу пікову яскравість дисплея та розширене згладжування для плавної анімації «Динамічного острова» (англ. Dynamic Island).

## Продукти, які мають Apple A16 Bionic
- iPhone 14 Pro та iPhone 14 Pro Max
- iPhone 15 та iPhone 15 Plus